# 哈馬省
哈馬省是敘利亞西部的一個省，西界阿西河。面積8,883，2005年估計人口1,491,000人。首府哈馬。下分5區。

## 行政區劃

哈馬區，人口為645,104人(2004年)。
邁斯亞夫區，人口為170,795人。
瑪哈德區，人口為144,506人。
塞萊米耶區，人口為186,337人。
蘇恰拉比耶區，人口為238,211人。